# Orthotrichum transvaaliense
Orthotrichum transvaaliense là một loài rêu trong họ Orthotrichaceae. Loài này được Rehmann ex Sim mô tả khoa học đầu tiên năm 1926.